# Theo Timmermans (1989)
Theo Timmermans (Wijnjewoude, 15 november 1989) is een Nederlands voormalig voetballer die speelde als doelman. Tussen 2012 en 2020 speelde hij voor SC Veendam, FC Volendam, Spakenburg en VV Heerenveen.

## Clubcarrière
Timmermans begon op achtjarige leeftijd met voetballen bij V en V '68 in Garijp. In 1998 maakte Omrop Fryslân een reportage over hem, met de toenmalige keeper van sc Heerenveen, Hans Vonk. In 2003, 2004 en 2005 werd Timmermans als beste doelman gekozen op de, door keepertrainer Frans Hoek georganiseerde, Frans Hoek keeperspromotiedagen. In 2003 besloot hij over te stappen naar de jeugd van BCV. Hier bleef hij tot en met het seizoen 2005/06. In 2006 kwam hij bij de A-jeugd van Drachtster Boys. In 2006 werd hij in zijn leeftijdscategorie uitgeroepen tot meest talentvolle keeper op het Frans Hoek Keeperskamp te Soest. In 2007 kwam hij bij FC Groningen terecht. Bij die club doorliep hij de A-junioren en de beloften.
In 2009 ging hij kortstondig naar ONS Sneek, maar Harkemase Boys pikte hem op. Bij Harkemase Boys debuteerde hij op 4 september 2010 in de nieuwe Topklasse tegen HHC Hardenberg. In het seizoen 2011/12 ging de doelman spelen voor Sneek Wit Zwart. In dat seizoen werd hij kampioen met de club uit Sneek. In de zomer van 2012 kwam hij bij SC Veendam terecht. Hier ging hij de concurrentiestrijd aan met Robbert te Loeke, maar na een blessure van die laatste, werd Timmermans meteen al eerste doelman. Op 10 augustus maakte Timmermans zijn debuut, tegen Sparta Rotterdam. Eind november 2012 brak hij, gedurende de eerste helft, in de thuiswedstrijd tegen Excelsior zijn ellepijp en werd een hersenschudding geconstateerd. Desondanks speelde hij de eerste helft uit. In januari 2013 werd de doelman fit verklaard. Trainer Gert Heerkes sprak het vertrouwen uit in de doelman en Timmermans hield de rest van het seizoen een basisplaats. Omrop Fryslân bleef de doelman volgen en maakte in maart 2013 wederom een reportage in de wedstrijd SC Veendam - FC Volendam. Na het faillissement van SC Veendam, trainde Timmermans een tijd mee bij sc Heerenveen.
Uiteindelijk ondertekende hij een verbintenis bij FC Volendam. Hier verdrong hij na verloop van tijd Roy Pistoor uit het basiselftal. In januari 2014 ging de doelman niet mee op trainingskamp naar Turkije, wegens het uitvoeren van een oogcorrectie. Op 31 januari 2014 maakt FC Volendam bekend gebruik te maken van de eenjarige optie, waardoor de club zich bij een eventuele transfer verzekerde van een transfersom. FC Volendam voegde in het seizoen 2014/15 Erik Heijblok aan de selectie toe. Heijblok werd door de technische staf aangewezen als nieuwe eerste doelman. Vanaf de derde competitiewedstrijd verdedigde Timmermans opnieuw het doel van Het Andere Oranje, maar hij liep in de uitwedstrijd tegen Sparta Rotterdam een zware hersenschudding op. Hierdoor verloor hij zijn plaats aan Theo Zwarthoed. Eind maart 2015 biedt FC Volendam de doelman een meerjarig contract aan. Dit aanbod wijst Timmermans echter af, waardoor hij met ingang van 1 juli 2015 clubloos is.
Een jaar lang had Timmermans geen club, maar in de zomer van 2016 vond hij onderdak bij Spakenburg, waar hij binnenkwam als vervanger van de geblesseerde doelmannen Richard Arends en Martin van Barneveld. Na één seizoen verliet hij Spakenburg weer. Na opnieuw een jaar zonder club gezeten te hebben ging Timmermans in 2018 voor VV Heerenveen spelen. In 2020 stopte de doelman met keepen.

## Clubstatistieken
| Seizoen | Club        | Competitie     | Competitie | Competitie | Beker | Beker | Internationaal | Internationaal | Totaal | Totaal |
| Seizoen | Club        | Competitie     | Wed.       | Dlp.       | Wed.  | Dlp.  | Wed.           | Dlp.           | Wed.   | Dlp.   |
| ------- | ----------- | -------------- | ---------- | ---------- | ----- | ----- | -------------- | -------------- | ------ | ------ |
| 2012/13 | SC Veendam  | Eerste divisie | 23         | 0          | 1     | 0     | —              | —              | 24     | 0      |
| 2013/14 | FC Volendam | Eerste divisie | 32         | 0          | 1     | 0     | —              | —              | 33     | 0      |
| 2014/15 | FC Volendam | Eerste divisie | 3          | 0          | 0     | 0     | —              | —              | 3      | 0      |
| Totaal  | Totaal      | Totaal         | 58         | 0          | 2     | 0     | 0              | 0              | 60     | 0      |